# Чарлз Гаггінс
Чарлз Брентон Гаггінс (англ. Charles Brenton Huggins; 22 вересня 1901, Галіфакс — 12 січня 1997, Чикаго) — американський фізіолог і онколог канадського походження, лауреат Нобелівської премії з фізіології або медицині в 1966 році «за відкриття, що стосуються гормонального лікування раку передміхурової залози». Розділив премію з Френсісом Пейтоном Роусом, нагородженим «за відкриття онкогенних вірусів».